# Kobylany (Stara Kornica)
Kobylany – osada leśna wsi Stara Kornica w Polsce, położona w województwie mazowieckim, w powiecie łosickim, w gminie Stara Kornica
W latach 1975–1998 Kobylany administracyjnie należały do województwa bialskopodlaskiego.